# The Jetsons Meet the Flintstones
The Jetsons Meet the Flintstones (Os Jetsons e os Flintstones se encontram no Brasil e em Portugal) é um telefilme de animação norte-americano de 1987, reunindo as duas famílias mais famosas da Hanna-Barbera.

## Enredo
Quando Elroy Jetson constrói uma nova máquina do tempo, para um trabalho de escola, os Jetsons decidem experimentá-la e irem para o Futuro. Porém, o cão Astro acidentalmente encosta a cauda na alavanca, o que leva os Jetsons à Pré-História. Ao chegarem lá, George Jetson e sua família se deparam com os Flintstones e os Rubbles. Enquanto os Jetsons pensam que eles são realmente do futuro, Fred e Cia. pensam estarem diante de nativos do passado. Quando Fred Flintstone e George Jetson se encaram, ambos se assustam um com o outro. Em seguida, Wilma Flintstone consegue chamar a atenção de Jane Jetson, dizendo ter gostado do vestido dela, e Jane agradece. Após se entenderem com os Flintstones e os Rubbles, os Jetsons explicam de onde vieram, e como chegaram até o Passado. Fred decide então disfarçar os Jetsons com roupas típicas de sua época, apresentando George como seu primo distante. Fred e Barney levam George até a Gincana Anual de Bedrock, aonde há um piquenique, e também onde o Sr. Pedregulho e seu rival, Turco Rochamano competirão. Quem vencer 4 de 7 provas ganha, e Fred decide usar os aparelhos futuristas de Elroy para ajudar o Sr. Pedregulho. Após ganhar facilmente três provas, o Sr. Pedregulho se prepara para ganhar a última, que consiste em capturar um leitão fugitivo. Porém, quando Dino e Astro começam a correr atrás do bicho, o Sr. Pedregulho acaba perdendo, o que faz com que seja humilhado por Turco Rochamano. Logo, o Sr. Pedregulho expulsa Fred, Barney e o primo de Fred (na verdade, George) do evento. Quando finalmente a máquina do Elroy é consertada, Jane decide fotografar os Flintstones e os Rubbles como recordação, mas como Dino não para de correr atrás de Astro, Jane decide se lembrar dele só na memória. Porém, algo falha, e no lugar de serem fotografados, Fred, Wilma, Barney e Betty vão parar no Futuro, deixando os Jetsons presos no Passado. Assim sendo, George decide se empregar com o Sr. Pedregulho, enquanto o Sr. Spacely decide contratar Fred e Barney, ao saber do que houve com George e sua família. Judy Jetson arruma um namorado das cavernas. Seu pai, George, acaba disputando a atenção entre o Sr. Pedregulho e Turco Rochamano, enquanto no Futuro, o Sr. Cogswell (principal concorrente do Spacely) decide contratar Fred e Barney, mas apenas Barney decide se unir ao Cogswell, traindo assim a confiança de seu amigo Fred. E enquanto Fred e Cia. desfrutam das modernidades oferecidas pelo futuro, os Jetsons têm dificuldades em lidar com a tecnologia Pré-Histórica. Ainda no futuro, Henry Orbita (o zelador dos Jetsons) tenta consertar a Máquina do Tempo de Elroy, com a ajuda de seu assistente robô, Marc (namorado da empregada-robô Rosie), para que Rosie depois viaje até o passado atrás de sua família.